# 瑙海姆
瑙海姆是德国黑森州的一个市镇。总面积13.77平方公里，总人口10160人，其中男性5032人，女性5128人（2011年12月31日），人口密度738人/平方公里。

## 友好城市
- 荷蘭Born（英语：Born, Netherlands） 1972年
- 法國 沙尔维约-沙瓦尼厄 1978年